# Adolphe Yvon
Pour les articles homonymes, voir Yvon.

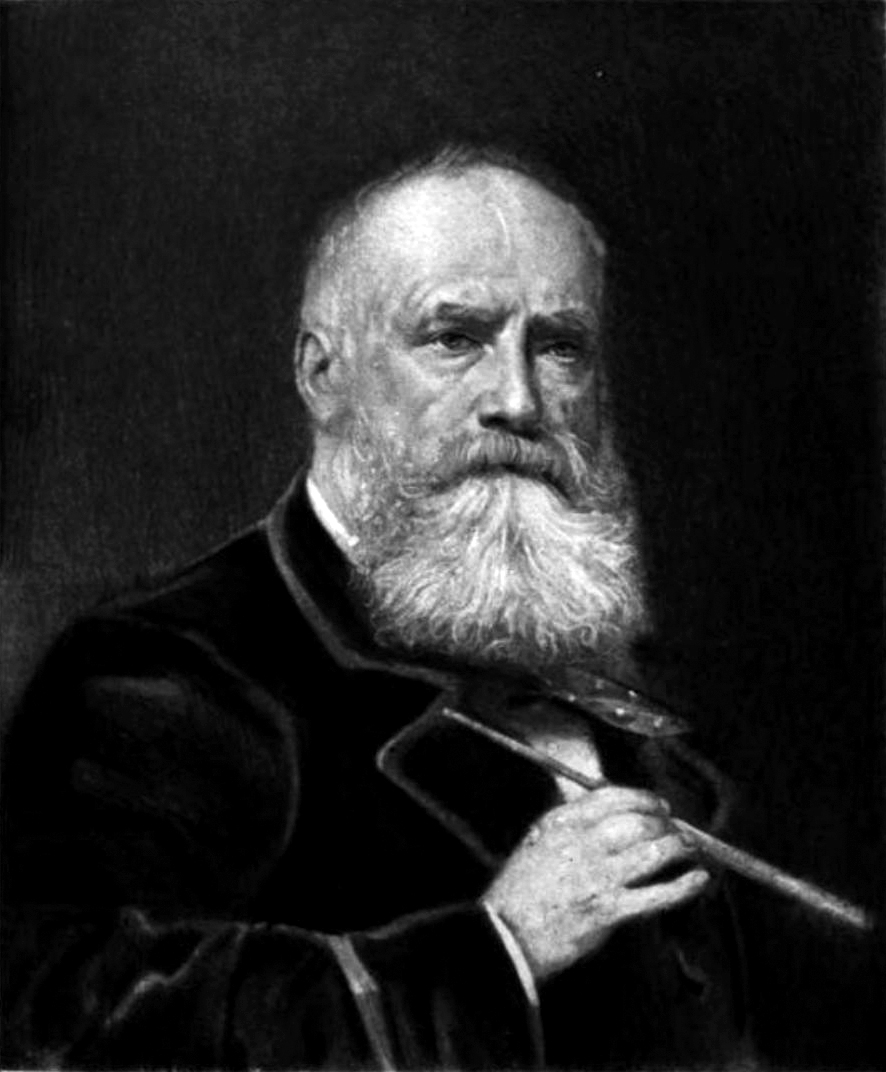
Adolphe Yvon, Autoportrait paru dans la revue L'Artiste de septembre 1893.

Frédéric Adolphe Yvon né le 30 janvier 1817 à Eschviller et mort le 11 septembre 1893 à Paris est un peintre français.
Connu pour ses tableaux de batailles, Adolphe Yvon épouse Eugénie Rambaud en juillet 1856, dont il a un fils, l'architecte Maurice Yvon (1857-1911).

## Biographie
En 1837, Adolphe Yvon est fonctionnaire à Dreux dans les Eaux et Forêts, mais cette carrière ne l'intéresse pas et, fin 1838, il entre dans l'atelier du peintre Paul Delaroche — son beau-frère par leurs mariages avec les sœurs Vernet — auprès duquel il apprend l'art du portrait et des fresques historiques. Il expose au Salon à partir de 1841. Il y obtient une médaille de 1re classe en 1848, puis une médaille d'honneur en 1857.
L'histoire, qu'elle soit profane ou religieuse, lui offre d'ailleurs le sujet de ses premiers tableaux (La Bataille de Koulikovo, exposé au Salon de 1849 et acquise en 1857 par le tsar Alexandre II, Le Maréchal Ney soutenant l'arrière-garde de la Grande Armée pendant la Retraite de Russie peint en 1856), puis il se consacre aux événements militaires et aux batailles, les épisodes essentiels de la guerre de Crimée pour lesquelles il séjourne dans la péninsule de la mer Noire en 1856, les batailles livrées par les armées françaises pendant les guerres du Second Empire, participant pour cela à la campagne d'Italie (La Courtine de Malakoff en 1859, La Bataille de Solférino en 1861, la Bataille de Magenta en 1863), tout en peignant des portraits de personnalités françaises de l'époque. Le tableau Le Prince impérial en enfant de troupe est en 1855 répertorié dans la collection privée de Napoléon III conservée au château de Saint-Cloud.
Sans que les dates en soient précisément cernées, il est acquis qu'Adolphe Yvon effectue alors, étalés dans le temps, plusieurs longs séjours en Angleterre (expositions à la Royal Academy) et à New York où s'étend sa renommée, aussi bien en tant que peintre de sujets historiques que de portraits : c'est David Karel qui, citant Blumenthal, rapporte qu'il est « l'un des artistes français les plus célèbres à avoir vécu aux États-Unis au milieu du XIXe siècle ». Son lien le plus connu avec New York résidera dans une première commande en 1858 par l'homme d'affaires Alexander Turney Stewart (1803-1876) du tableau allégorique le Génie de l'Amérique, que Stewart fera suivre en 1870 d'une seconde commande du même tableau dans un format monumental pour la salle de bal de son Grand Union Hotel (en) où il demeurera jusqu'à la démolition du site en 1952. Un autre grand tableau commandé par Stewart, La Réconciliation du Nord et du Sud, est aujourd'hui disparu.
Devenu un peintre de batailles réputé, Adolphe Yvon est nommé membre de l'Académie impériale des beaux-arts de Saint-Pétersbourg en 1860. C'est vers 1861 qu'il se trouve chargé de la réalisation des tableaux de la salle du Conseil municipal de l'hôtel de ville de Paris et qui, achevés en 1865 et payés 35 000 francs à l'artiste, ont pour thème quatre grands événements de l'histoire de la capitale. Ce sont : Clovis fait de Lutèce la capitale de son royaume, Philippe II Auguste, avant de partir en Terre sainte, confie à son peuple la tutelle de son fils, François Ier pose la première pierre de l'hôtel de ville de Paris, enfin, de sorte de positionner l'empereur en grand continuateur de l'histoire, Napoléon III remettant le 16 février 1859 à Monsieur Haussmann, préfet de Seine, le décret d'annexion des communes limitrophes de Paris. Ces quatre œuvres disparaissent dans l'incendie de l'hôtel de ville du 23 mai 1871, des dessins préparatoires pour les deuxième et troisième, conservés à Paris au Petit Palais, en restant un témoignage. 
En 1863, Adolphe devient professeur à l'École nationale supérieure des beaux-arts de Paris et publie chez Hachette, en 1867, en collaboration avec le lithographe Louis-Emmanuel Soulange-Tessier (1814-1898), une Méthode de dessin à l'usage des écoles et des lycées contenant l'enseignement analytique de l'art du dessin. Vers la fin des années 1860, il abandonne le genre qui a fait son succès et présente au Salon de 1870 un tableau allégorique monumental de 15 mètres, Les États-Unis d'Amérique, qui est très mal accueilli. À l'issue de la guerre franco-allemande de 1870 et à la suite de l'annexion de l'Alsace par l'Allemagne, il opte pour la nationalité française et peint quelques tableaux sur ce conflit (Le Curé de Bazeilles et Charge de Reischoffen en 1871). L'Orient l'inspire également (Scène de rue à Constantinople (1873)). On lui doit aussi un tableau commémorant la guerre anglo-zouloue de 1879 où fut tué le prince impérial, alors attaché à l'état-major de l'armée anglaise (tableau conservé à Londresau National Army Museum sous le titre La Bataille d'Ulundi). 
En 1881, Adolphe Yvon est nommé professeur de dessin d'imitation à l'École Polytechnique, par quoi l'on rétablit un poste qui avait été supprimé en 1861, fonction qu'il quittera en 1887 à cause de la limite d'âge. La pédagogie d’Yvon va alors reposer sur le retour à un dessin simple, sur l'étude d'après nature. Instituant le dessin d'après la bosse aux concours d'admission — épreuve qui, appelée influence dans les établissements, demeurera jusqu'à la décennie 1960 — et privilégiant l'art sur la géométrie, « Yvon voulut donner aux élèves les notions d'anatomie humaine qu'il jugeait indispensables. Pour leur en montrer l'utilité, il les groupait autour de lui et, sur un carton qu'on dressait dans un coin de la salle, il traçait à grands traits, en quelques minutes, une esquisse d'après le modèle en accompagnant chaque coup de crayon d'une explication relative aux proportions du corps humain ainsi qu'aux divers angles déterminés par les mouvements. Il crut aussi utile de leur donner quelques notions de l'anatomie du cheval. Dans cette intention, il composa pour eux de grands tableaux d'études. Le but qu'il se proposait d'atteindre était de leur apprendre, par un petit nombre d'exercices préliminaires, à exécuter rapidement des croquis d'après nature. « Il faut les instruire en les amusant », se plaisait-il à répéter aux maîtres sous ses ordres. Ce fut dans cette pensée qu'il imagina de leur faire dessiner dans la cour, au lieu du modèle habillé en zouave ou en chasseur à pied, un cavalier monté de l'un des régiments casernés dans Paris ». 
Entré au Conseil supérieur de l'École des beaux-arts en avril 1884, Adolphe Yvon meurt en 1893 et repose au cimetière d'Auteuil à Paris. Outre son autoportrait, ses traits restent fixés par un portrait-charge, statuette œuvre de 1862 de Jean-Pierre Dantan que conserve le musée Carnavalet à Paris, par la photographie que fit de lui vers 1865 Robert Jefferson Bingham et par le buste en plâtre exécuté en 1883 par Amédée Doublemard que conserve le château de Versailles.
Il reste à voir en Yvon, avec « Alfred de Dreux, Ernest Meissonier, Ange Tissier et Franz Xaver Winterhalter, celui qui demeure parmi les peintres que Napoléon III considéra comme l'un des plus doués serviteurs de la gloire impériale ».

## Œuvres

### Collections publiques
- Bonaparte, en Premier consul, Paris, palais de la Légion d'honneur, salon des Grands chanceliers.
- Haussmann présente à l'Empereur de plan d'annexion des communes et Portrait du Baron Haussmann, Paris, musée Carnavalet[18].
- Fonds de dessins (donation Maurice Yvon, 1911), Paris, département des arts graphiques du musée du Louvre.
- Dessins préparatoires (vers 1861) aux tableaux aujourd'hui détruits pour la salle du Conseil municipal de l'hötel de ville de Paris, Paris, Petit Palais.
- Paris, musée de l'armée.
- Portrait de Francisque Berton dans le rôle du Prince de Condé dans la pièce de Louis-Hyacinthe Bouilhet "La Conjuration d'Amboise" en 1966 au théâtre de l'Odéon, Paris, théâtre de l'Odéon[19].
- Autoportrait, Paris, École nationale supérieure des beaux-arts[19].
- Portrait du général Joseph Vinoy, Paris, palais de la Légion d'honneur.
- Hommage de Paganini à Berlioz lors du concert du 16 décembre 1838, 1884, Paris, médiathèque de la Cité de la musique[20].
- La Bataille de Koulikovo, Salon de 1849[3], Moscou, Grand Palais du Kremlin.
- Le Maréchal Ney soutenant l'arrière-garde de la Grande Armée pendant la Retraite de Russie, 1856, Manchester, Manchester Art Gallery[21],[22].
- La Courtine de Malakoff, 1859, musée des Beaux-Arts de Nantes[23].
- La Bataille de Solférino, 1861, La Bataille de Magenta, 1863, château de Compiègne.
- La Gorge de Malakoff et La Prise de la tour de Malakoff par le général de Mac-Mahon, château de Versailles[24].
- Le Premier Consul descendant le col du Grand-Saint-Bernard, 1853, Ajaccio, hôtel de ville[25],[26].
- L'Ange déchu, Amiens, musée de Picardie.
- César, 1875, musée des Beaux-Arts d'Arras.
- Le Président Sadi Carnot, 1888, musée des Beaux-Arts de Dijon.
- Portraits d'hommes, dessins, Cherbourg-Octeville, musée Thomas-Henry.
- Portrait de Fernand Gatineau, musée d'Art et d'Histoire de Dreux.
- La Bataille d'Ulundi, Londres, National Army Museum[6],[21].
- Le Génie de l'Amérique, 1858 , musée d'Art de Saint-Louis (Missouri)[8],[27].
- Le Génie de l'Amérique, 1870 , département de l'Éducation de la ville de New York[8],[28].
- Portrait de Madame Ward McAllister (1874) et Portrait de Samuel Ward McAllister (en) (1877), New York, New York Historical Society.
- Portrait de Napoléon III, 1868, Baltimore, Walters Art Museum[29].
- Trois toiles, dont une Vierge à l'Enfant, église Saint-Nicolas de La Ferté-Vidame.

### Salons
- 1842 : Portrait de Madame Ancelot.
- 1844 : Portrait du Général Neumayer (oncle d'Adolphe Yvon dont la mère est née Anne-Marie Neumayer).
- 1845 : Le Christ chassant les marchands du temple.
- 1846 : Supplice de Judas Iscariote aux enfers.
- 1847 : dessins de Russie.
- 1848 : La Colère, La Luxure, Élégie, Pastorale, Danse de paysans russes, Tartares de Loubianka faisant le thé.
- 1853 : Le Premier Consul descendant le Mont Saint-Bernard, 21 mai 1800[30].
- Exposition universelle de 1855 : Le Télègue russe, Le Maréchal Ney à la retraite de Russie, Les sept péchés capitaux.
- 1857 : La Prise de la tour de Malakoff.
- 1859 : La Gorge de Malakoff et La courtine de Malakoff.
- 1861 : Le portrait du prince impérial.
- Exposition universelle de 1867.
- 1870 : Les États-Unis d'Amérique.

Adolphe Yvon exposa également au Salon de la Royal Academy de Londres entre 1851 et 1874. Le tableau Le Président Sadi Carnot fut exposé à la World's Columbian Exposition de Chicago en 1893.

### Expositions posthumes
- Exposition universelle de 1900, Paris. Au catalogue : César, huile sur toile (musée d'Arras).
- Le pourpre et l'exil. L'Aiglon et le Prince impérial, château de Compiègne, du novembre 2004 au mars 2005. N°202 du catalogue : Le Prince impérial offrant une collation aux enfants de troupe (collection particulière)[31].
- L'événement, les images comme acteurs de l'histoire, Jeu de Paume, Paris, 2007[32].
- Le mythe de César à Rome, Cloître de Bramante, Rome, novembre 2008 - mai 2009[33].
- Portraits peints, portraits gravés, musée d'Art et d'Histoire de Dreux, 2013. Au catalogue : Portrait de Fernand Gatineau, huile sur toile.

## Réception critique
- « Yvon's pictures are full of movement, and the painting is sober and straight - forward, quite free from every kind of affectation ; it has, however, very little interest derived from intellect or feeling. » - Philip Gilbert Hamerton[34]
- « Yvons's enormous oil-picture of Marshal Ney heading the Rear-Guard of the Grand Army in the Retreat from Russia is one of those nightmare displays of physical energy and horror which the French painters affect, and in which the Englishman scarcely knows whether most to wonder at the display of force or reprobate the unalloyed and valueless monstrosity. » - William Michael Rossetti[35]

## Récompenses
- Médaille de 1re classe au Salon de 1848.
- Médaille de 2e classe à l'Exposition universelle de 1855.
- Médaille d'honneur au Salon de 1857.
- Officier de la Légion d'honneur (1867)[6].

## Élèves
- Louis-Marie Baader (1828-1920), peintre.
- William Baptiste Baird (1847-1917), peintre américain[36].
- James Carroll Beckwith (1852-1917), peintre.
- Nicolas Berthon (1831-1888).
- Armand Berton (1854-1927), peintre.
- Germaine Dawis (1857-1927), peintre.
- Maurice Eliot (1862-1945), peintre et graveur.
- Augustin Feyen-Perrin (1826-1888), photographe, peintre.
- Guillaume Fouace (1837-1895), peintre.
- Armand-Auguste Fréret (1830-1919), peintre[37].
- Louis Galliac (1849-1934), peintre.
- Jean Geoffroy, dit Geo (1853-1924), peintre.
- Edmond Grandjean (1844-1908), peintre.
- Edmond-Georges Guet (1829-1865), peintre.
- Félix Lacaille (1856-1923), peintre.
- Charles Léandre (1862-1934), caricaturiste, lithographe, peintre dessinateur[38].
- Charles Lebayle (1856-1898), peintre.
- Ernest Noir (ou Robert Noir) (1864-1931), peintre.
- Clement Nye Swift (1846-1918), peintre.
- Fernand Pelez (1848-1913), peintre.
- Marcel Rieder (1862-1942), peintre.
- Jean-André Rixens (1846-1925), peintre.
- John Singer Sargent[7] (1856-1925), peintre.
- William Sartain (1843-1924), peintre.
- Christian Schussele (en) (1824-1879), peintre.
- José Júlio de Sousa Pinto (1856-1939), peintre.
- Paul Tavernier (1852-1943), peintre.
- Antoine Auguste Thivet (1856-1927), peintre.
- Julian Alden Weir[7] (1852-1919), peintre.
- Alfred Wordsworth Thompson (1840-1896), peintre.

Œuvres d'Adolphe Yvon
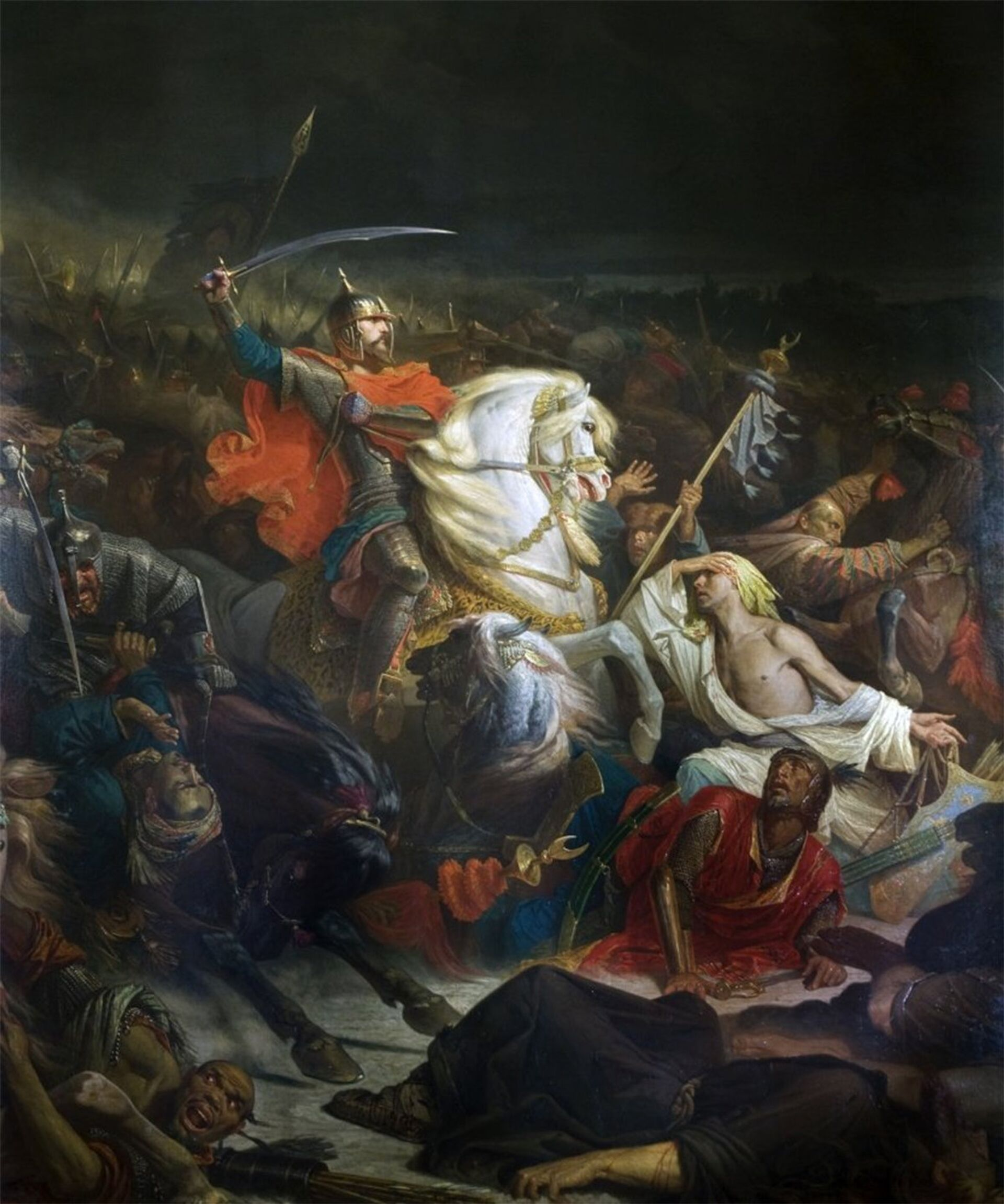
La Bataille de Koulikovo (1849), Moscou, Grand Palais du Kremlin.
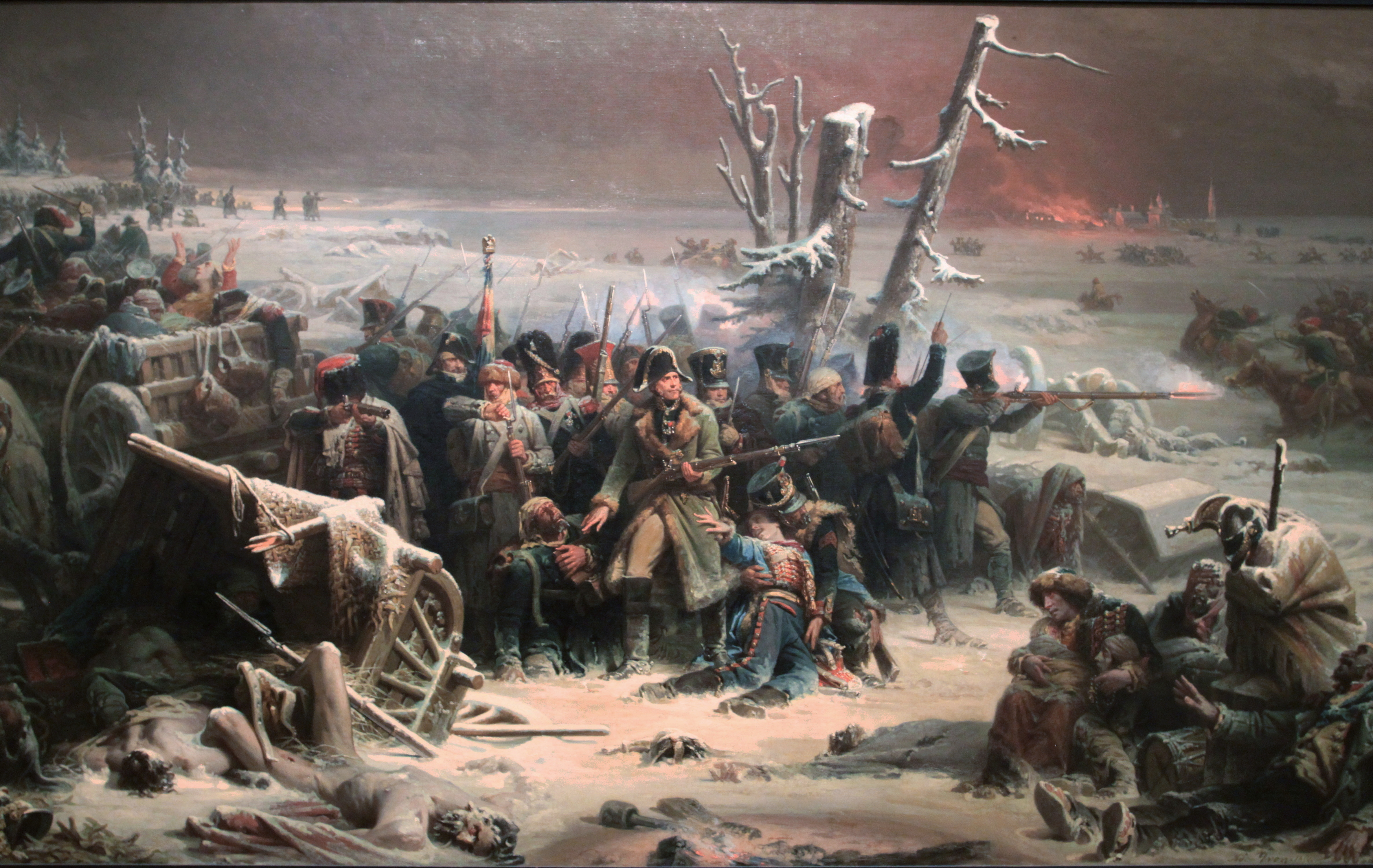
Le Maréchal Ney soutenant l'arrière-garde de la Grande Armée pendant la Retraite de Russie (1856), Manchester Art Gallery.
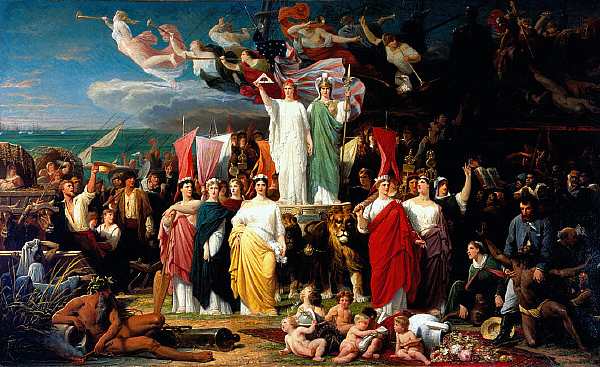
Le Génie de l'Amérique (1858), Saint Louis Art Museum.
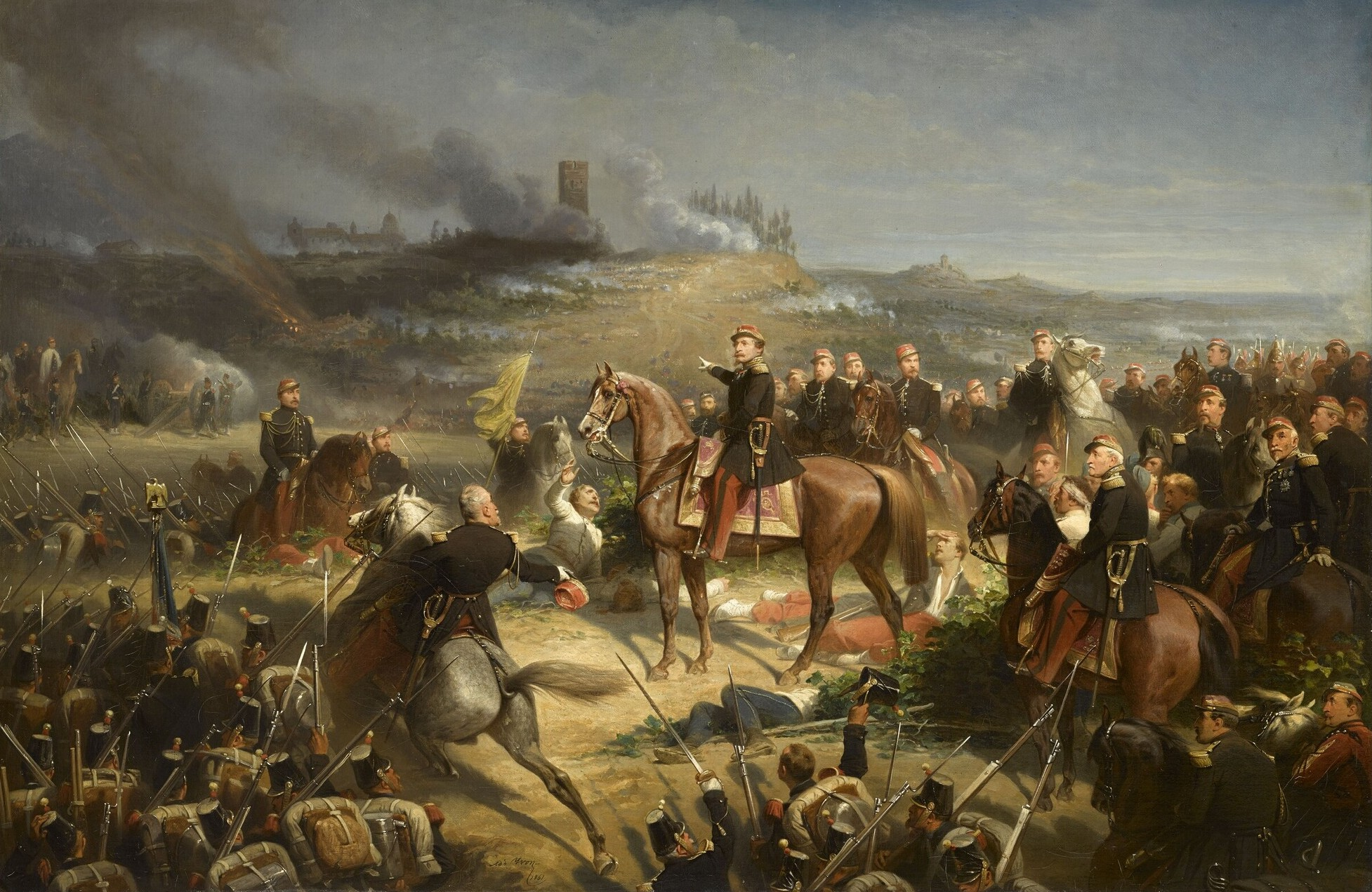
Bataille de Solférino (1861), château de Compiègne.
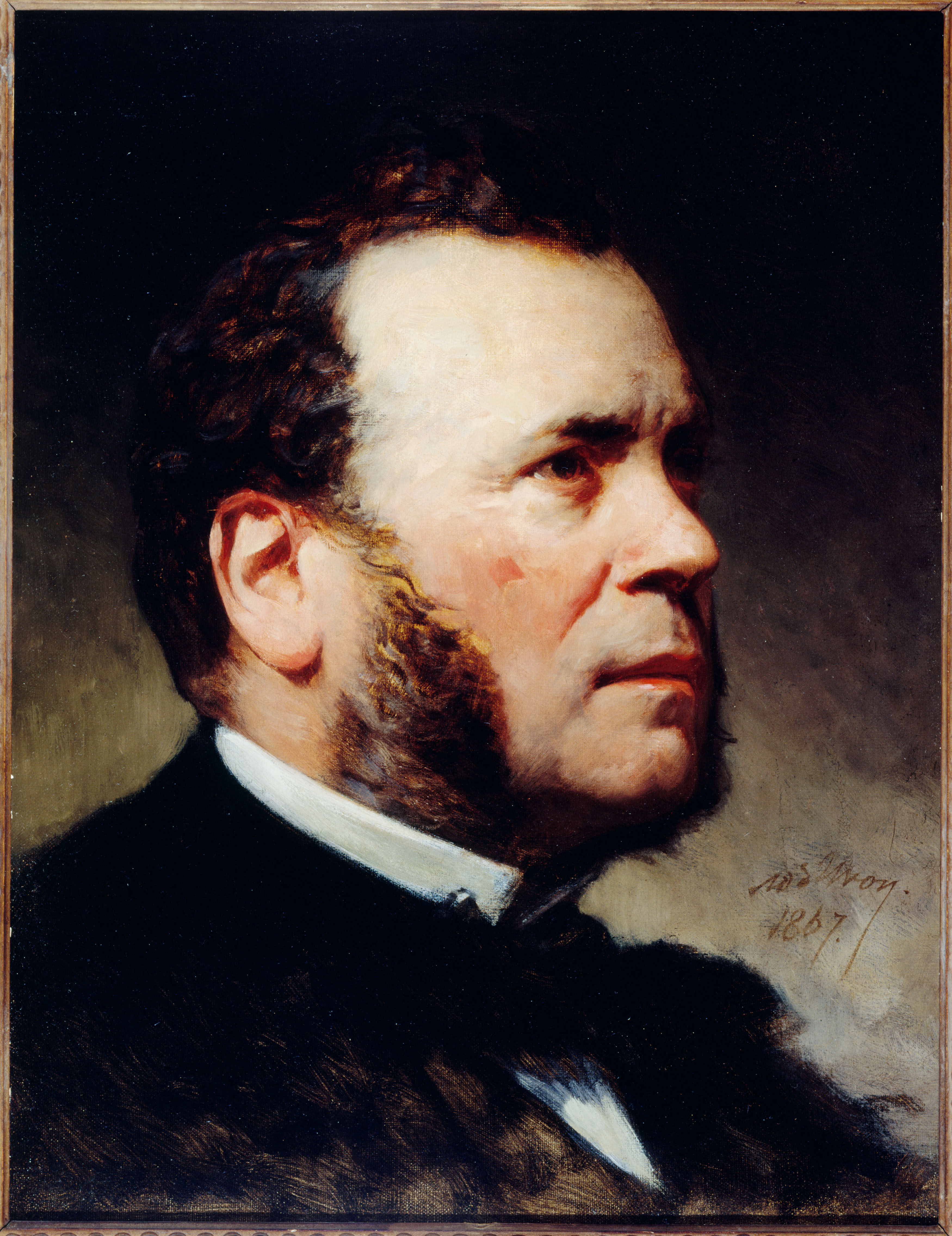
Portrait de Ferdinand Barrot (1867), Paris, musée Carnavalet[39].
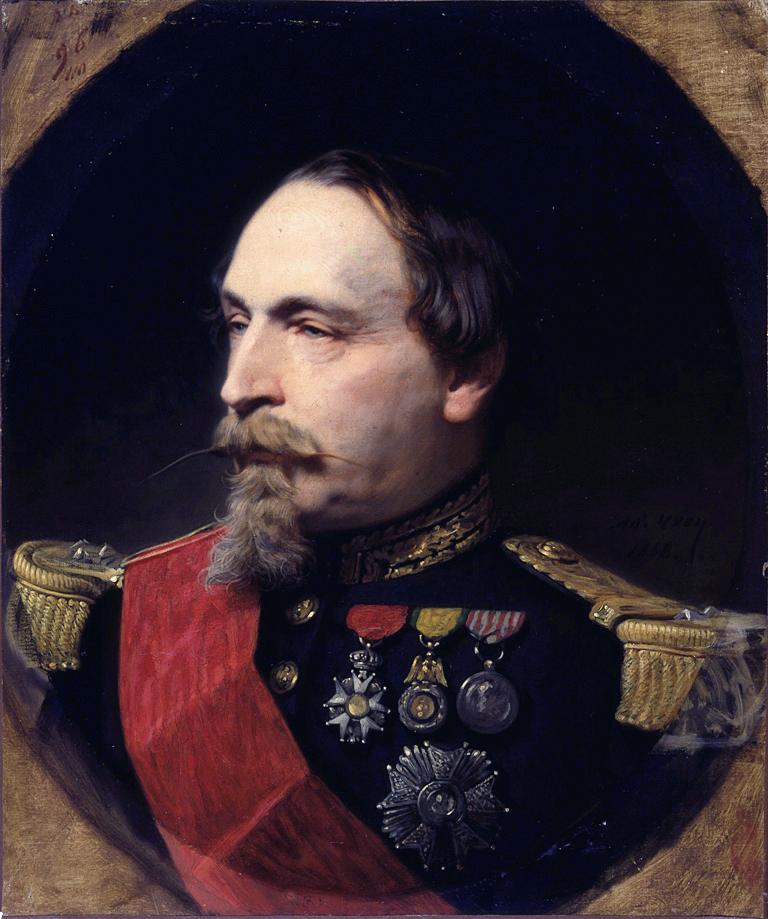
Portrait de Napoléon III (1868), Baltimore, Walters Art Museum.
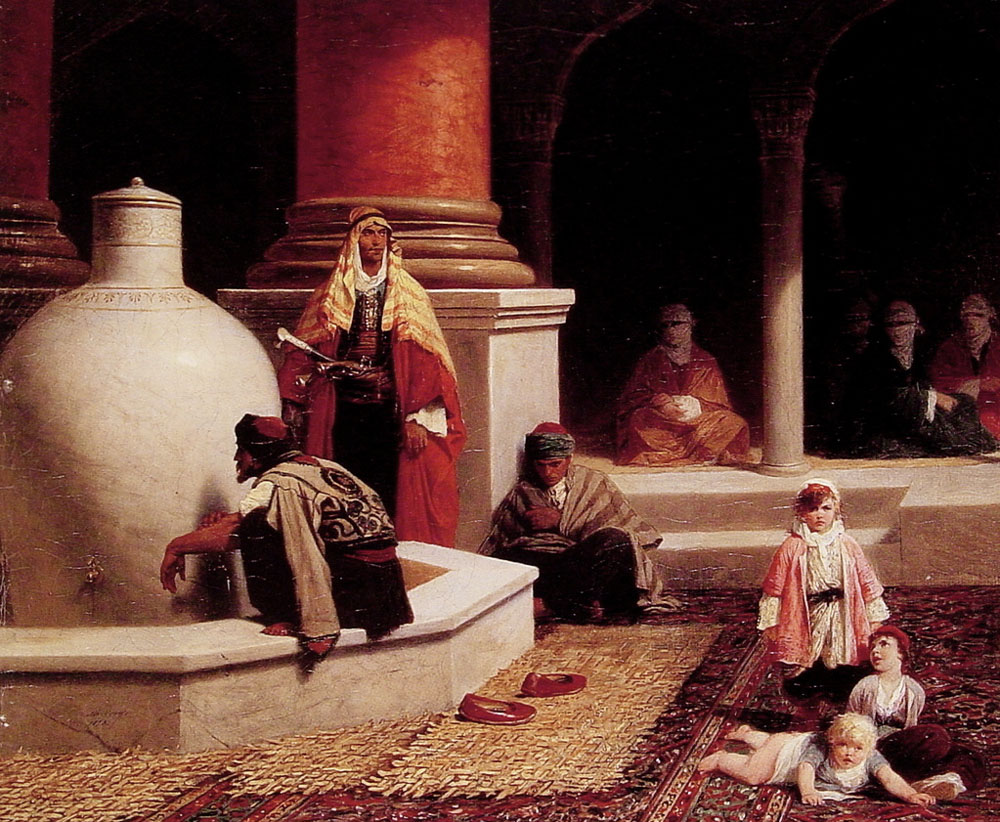
Dans le Harem, localisation inconnue[40].

## Hommages

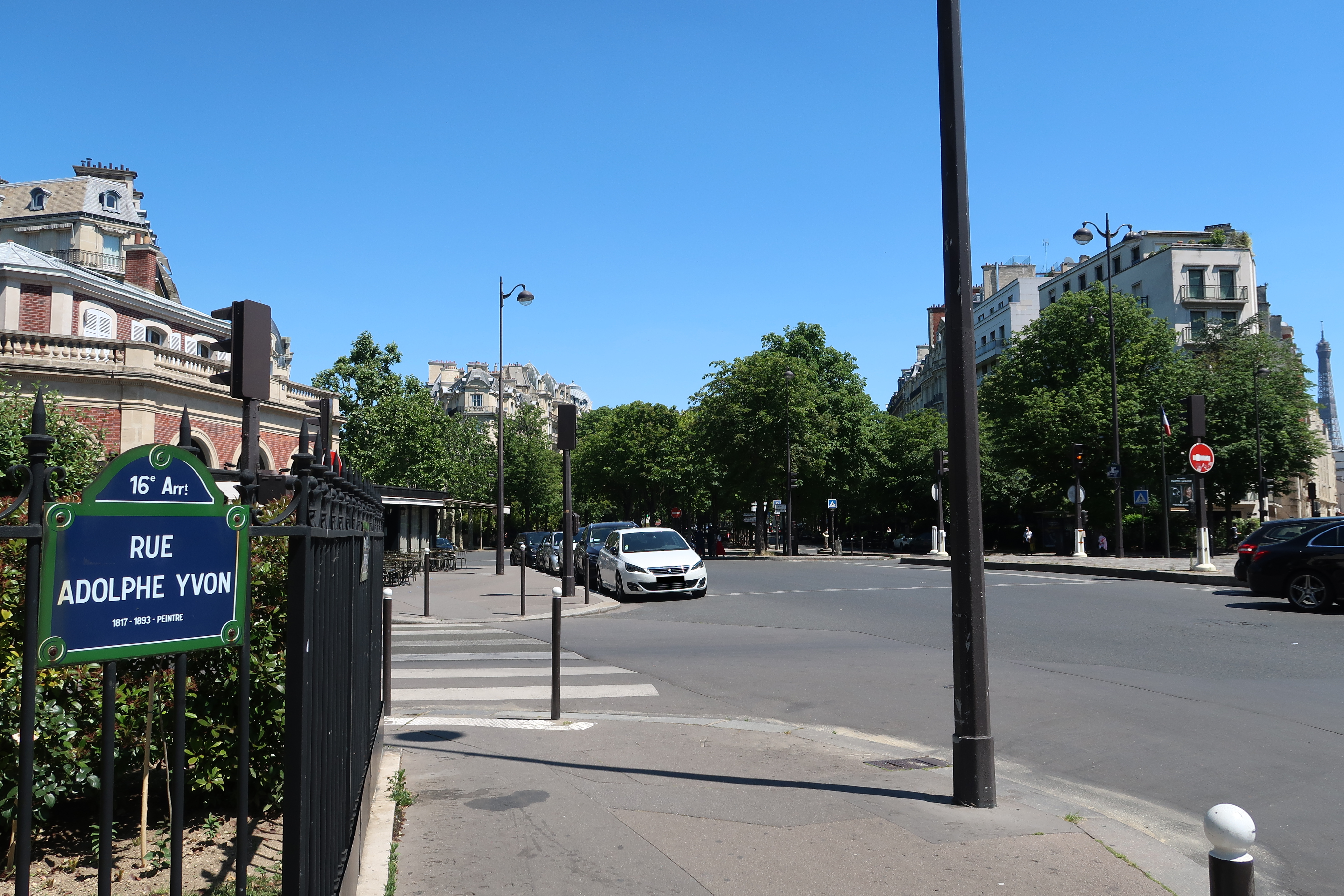
La rue Adolphe-Yvon à Paris.

- Ancien segment de la rue de la Tour, une rue du 16e arrondissement de Paris, où il vécut (au niveau de l'actuel no 16, de 1868 à sa mort) porte son nom[41].
- L'école primaire et une place de Volmunster, sa commune de naissance, ont également été baptisées de son nom.

## Philatélie
- Georges-Eugène Haussmann, timbre-poste dessiné et gravé par René Cottet d'après le tableau-portrait d'Adolphe Yvon, 1952.